# Everyday 4
Everyday 4 (znany również jako Summer Party) – czwarty minialbum grupy Girl’s Day, wydany 14 lipca 2014 roku. Płytę promował singel „Darling”. Sprzedał się w nakładzie 23 773 egzemplarzy w Korei Południowej (stan na grudzień 2014).

## Informacje o albumie
Minialbum zajął 3. miejsce na cotygodniowej liście Gaon Album Chart. Na koniec 2014 roku minialbum zajął 74. miejsce, z 23 773 sprzedanymi egzemplarzami.

## Lista utworów
| CD | CD                                       | CD             | CD                           | CD           | CD      |
| Nr | Tytuł utworu                             | Tekst          | Kompozycja                   | Aranżacja    | Długość |
| -- | ---------------------------------------- | -------------- | ---------------------------- | ------------ | ------- |
| 1. | „Summer Party (Intro)” (feat. David Kim) | David Kim      | David Kim, Radio Galaxi      | Radio Galaxi | 1:17    |
| 2. | „Darling”                                | Duble Sidekick | Duble Sidekick               | Chancellor   | 3:13    |
| 3. | „Look at Me”                             | Duble Sidekick | Duble Sidekick, Tenzo&Tasco  | Tenzo&Tasco  | 3:40    |
| 4. | „Timing”                                 | Duble Sidekick | Duble Sidekick, Radio Galaxi | Radio Galaxi | 3:19    |
| 5. | „Darling” (Instrumental)                 |                | Duble Sidekick               | Chancellor   | 3:13    |

## Notowania
| Lista                    | Pozycja |
| ------------------------ | ------- |
| Gaon Weekly Album Chart  | 3       |
| Gaon Monthly Album Chart | 10      |